# Francia Polinézia a 2013-as úszó-világbajnokságon
Francia Polinézia egy úszóval vett részt a 2013-as úszó-világbajnokságon, aki négy versenyszámban indult.

## Úszás
Férfi
| Versenyző     | Verseny                   | Selejtező | Selejtező | Elődöntő          | Elődöntő          | Döntő             | Döntő             |
| Versenyző     | Verseny                   | Idő       | Helyezés  | Idő               | Helyezés          | Idő               | Helyezés          |
| ------------- | ------------------------- | --------- | --------- | ----------------- | ----------------- | ----------------- | ----------------- |
| Anthony Clark | 50 méteres gyorsúszás     | 23.47     | =47       | Nem jutott tovább | Nem jutott tovább | Nem jutott tovább | Nem jutott tovább |
| Anthony Clark | 100 méteres gyorsúszás    | 52.87     | 58        | Nem jutott tovább | Nem jutott tovább | Nem jutott tovább | Nem jutott tovább |
| Anthony Clark | 50 méteres pillangóúszás  | 25.81     | 51        | Nem jutott tovább | Nem jutott tovább | Nem jutott tovább | Nem jutott tovább |
| Anthony Clark | 100 méteres pillangóúszás | 56.50     | 48        | Nem jutott tovább | Nem jutott tovább | Nem jutott tovább | Nem jutott tovább |